# 2002年ソルトレークシティオリンピックのチェコ選手団
2002年ソルトレークシティオリンピックのチェコ選手団（2002ねんソルトレークシティオリンピックのチェコせんしゅだん）は、2002年2月8日から2月24日までアメリカ合衆国のソルトレイクシティで開催された2002年ソルトレークシティオリンピックのチェコ選手団、およびその競技結果。

## 概要
今大会は金メダル1個、銀メダル2個、計3個のメダルを獲得した。

## メダル
| メダル | 選手名               | 競技                   | 種目           |
| ------ | -------------------- | ---------------------- | -------------- |
| 金     | アレシュ・バレンタ   | フリースタイルスキー   | 男子エアリアル |
| 銀     | カテジナ・ノイマノワ | クロスカントリースキー | 女子10km複合   |
| 銀     | カテジナ・ノイマノワ | クロスカントリースキー | 女子15kmフリー |